# Szexturizmus
A szexturizmus a turizmus egy olyan sajátos üzletága, amely arra irányul, hogy egy országot azért látogat meg a turista, hogy a helyi lakosokkal elégíttesse ki a nemi vágyát. Gyakori célpontok: Thaiföld, Hollandia, Kenya, a Karib-szigetek. A szexturizmusnak óriási veszélye a szexuális úton terjedő betegségekkel való fertőződés, és a fertőzések gyors, nagy távolságokra való továbbterjesztése.
A turizmust és szexet összekapcsoló képzeletünkben általában egy olyan férfi bukkan föl, aki azzal a céllal utazik a fejlődő országok valamelyikébe, hogy ott prostituáltakkal szexuális kapcsolatot létesítsen. Manapság egyre inkább elfogadottá válik az a nézet, hogy a nők számára is létezik a szexturizmus piaca. Annyi azonban biztos, hogy a fejlődő országok fiataljai – legyen szó, lányokról vagy fiúkról – könnyű pénzszerzési lehetőségnek tartják a külföldiekkel való szexuális viszonyt. Ezek a kalandok közel sem veszélytelenek. A gyakori nemi betegségek folytán életre szóló következménye lehet a felelőtlen szexturizmusnak.

## Népszerű célpontok

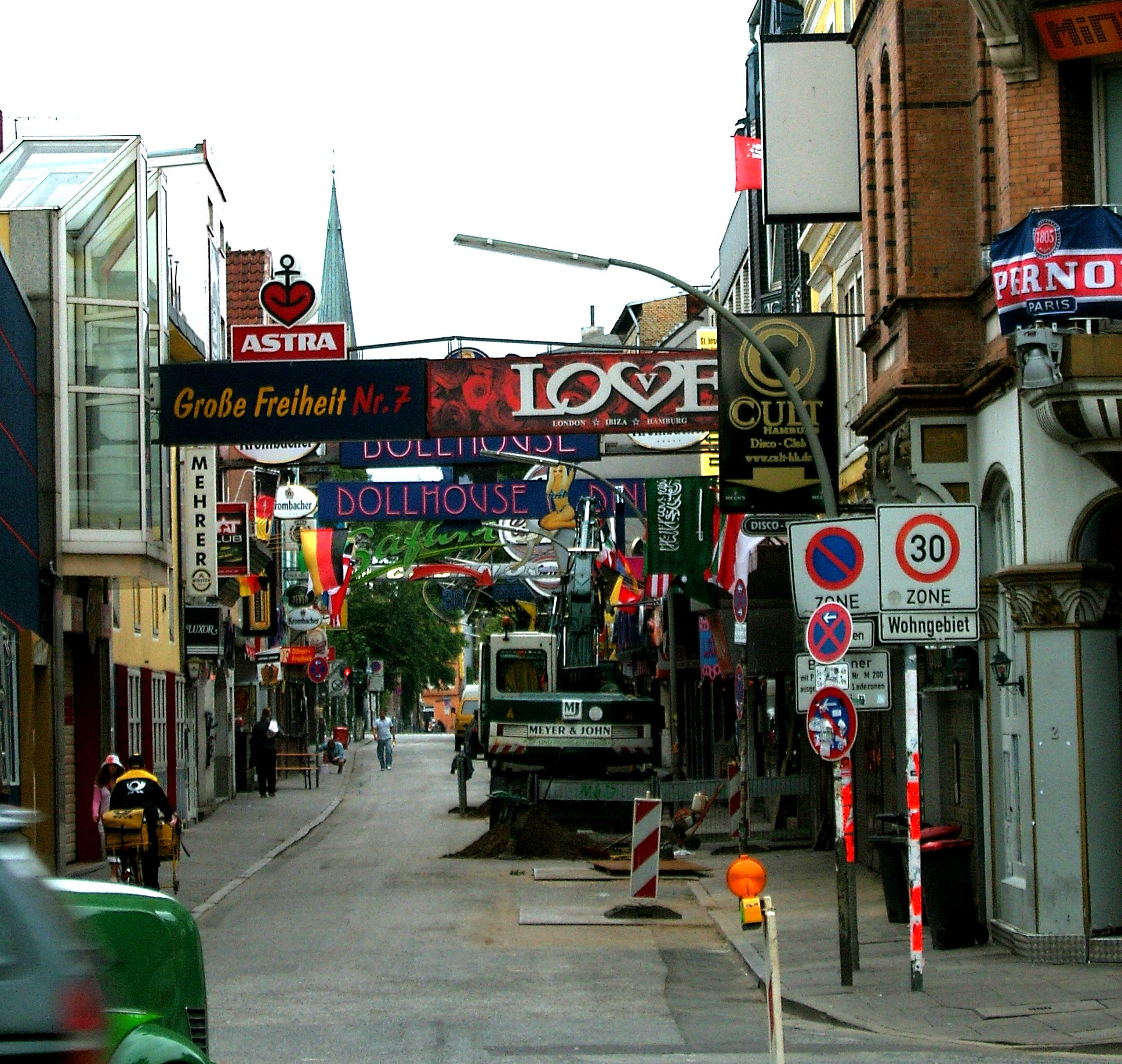
piroslámpás negyed Hamburgban

Ázsia és Indonézia kiváló célpontja a szexturistáknak. Különösen Thaiföld híres szervezetten működő szexklubjairól, szexuális tematikájú programjairól. Általánosságban jellemző, hogy az arab világban sokkal rejtettebben folynak ezek a tevékenységek, hiszen az iszlám vallás miatt korlátozottak a lehetőségek. Thaiföldön ugyanakkora a fiúk és a lányok igénybevétele, és a homoszexualitás is igen elterjedt. A második legnépszerűbb célpontnak Kenya tekinthető, ahol az utóbbi időben igen nagy fejlődésen ment keresztül ez a terület. A helyi lakosok a pénzszerzés könnyű módjának tekintik ezt a tevékenységet, az európai és amerikai turisták pedig kihasználják a felajánlkozó fiatalokat. Dél-Amerikában elsősorban a brazil nagyvárosok vezetnek a szexturisztikai piacon, a Karib-térségben pedig Jamaica és Dominika híres erről az oldaláról. A kutatások szerint a fejlődő országok GDP-jének 14%-a származik erről az illegális területről.
Európában is, sőt Magyarországon is létezik szexturizmus, de szigorú törvényekkel védetten. A legtöbb európai országban külön elzárt területeken (negyedekben), orvosi felügyelet mellett (bordélyházakban) gyakorolható ez az ősi ipar. Ismertebb nagyhatalmak: Hollandia, Németország, Ausztria. A volt szocialista országokban is fellelhetők ennek nyomai. Különösen ismert Bulgáriában.

## A szépfiúk és a szexmunkásnők jellemzői

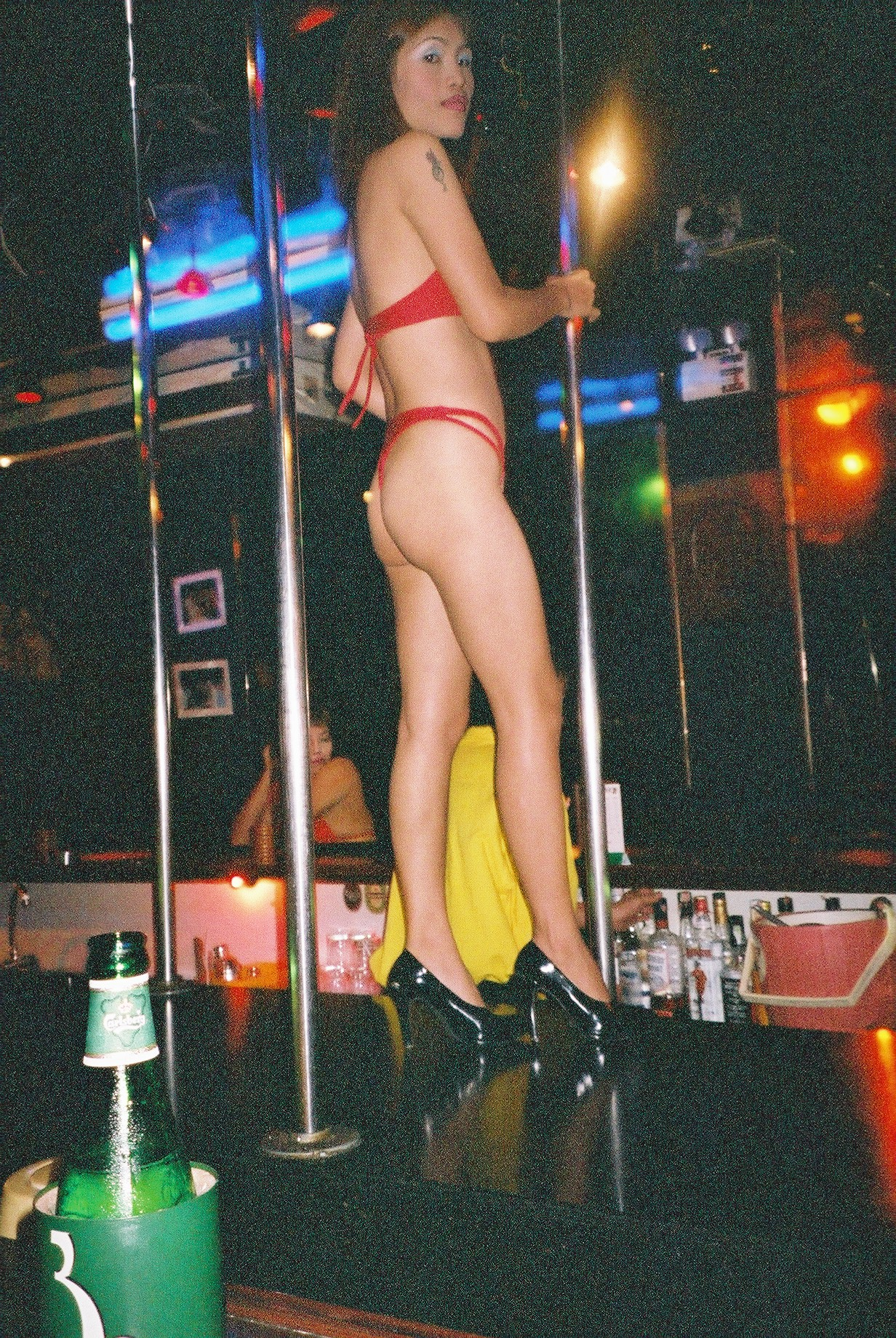
Go-go görl Bangkokban

A szépfiúk – értelemszerűen – a fiatal korosztályokból kerülnek ki, jó fizikumúak, vonzó külsejűek. Életkoruk legtöbbször 17 és 25 év közötti, ritkán akad közöttük 25 évesnél idősebb. Az ügyesebbje könnyen tanul idegen nyelveket, akár négy-öt nyelven is képes tűrhetően társalogni. Sokan közülük olyan állásban dolgoznak, ahol szükségszerűen kapcsolatba kerülnek turistákkal (idegenvezetők, strandfelszereléseket kölcsönözők, pincérek vagy bárfiúk, sorsjegy árusok vagy üdülőtelepi apartmanokkal foglalkozók). Munkájuk végzése teljesen legitim (törvényes) ürügyet teremt nekik arra, hogy "megkörnyékezzék" a turistanőket, és igen megkönnyíti, hogy kapcsolatot teremtsenek velük.
A női szexmunkások nagyjából hasonló életkorúak, mint a fiatalemberek. Néhányan közülük már külföldön is dolgoztak szexmunkásként. Miközben a legtöbb fiúnak van valamilyen egyéb foglalkozása, a nők semmi más alkalmazásban nem állnak, ez a munka jelenti számukra az egyetlen bevételi forrást, így teljes mértékben ettől függenek. Nyelvtudásuk közel sem olyan jó, mint a fiúké. Szinte mindegyik szexmunkásnőnek vannak kliensei a helyi lakosság köréből is, akiktől sokkal kevesebb pénzt kérnek, mint a turistáktól.

## A nők és a szexturizmus
Nők esetében gyakran nem szexturizmusról van szó, hanem az új megfogalmazás szerint románcturizmusról. Azért találták ki ezt az új fogalmat, mivel a turistanők, és a helybéli férfiak kölcsönösen olyannak látják a közöttük létrejött kapcsolatot, amelyben sokkal fontosabb szerepe van a románcnak és az udvarlásnak, mint a pénzen vásárolt szexnek;. Olyannak látják egymást, mint akit érzelmi kapcsolat fűz a "párjához", Azt a látszatot akarják, hogy ez a kapcsolat hosszú időre szóljon. A legtöbb nő úgy érezheti, hogy őszintén szereti és kívánja őt egy férfi, aki heves szerelmének látványos formában is kifejezést ad.

## Védekezés a nemi betegségek ellen
A legtöbb fejlődő országban a fiú és lány prostituáltak hajlandóak óvszer nélkül is közösülni, egyrészt, mert a pénzre feltétlenül szükségük van, másrészt pedig a szexuális úton terjedő betegségekről igen kevés az ismeretük. Ha valaki szexuális kalandokba bonyolódik – legyen szó pénzért vett szolgáltatásokról, vagy csak idegenekkel létesített alkalmi kalandokról – akkor mindenképpen használjon védekező eszközt, a nemi aktus és orális szex során.
Ezzel elkerülhetőek a nemi betegségek (például HIV-fertőzés, herpesz, szifilisz stb.). Vannak azonban olyan fertőzések, amelyek ellen nem véd meg a kondom sem: ilyen például a HPV-fertőzés, amely akár bőrkontaktus útján is terjed, és méhnyakrákot okozhat. Ma már létezik HPV elleni védőoltás, amely a legveszélyesebb HPV-típusok ellen véd. Külön felhívnánk a figyelmet a hepatitis B betegségre, hiszen a világon körülbelül 2 milliárd ember fertőződött meg ezzel a kórral. A fejlődő országokban különösen gyakori ez a betegség. Ma már Magyarországon kötelező a hepatitis B elleni védőoltás 1999 óta, ugyanakkor az utazók nagy része nincs beoltva ez ellen a májrákot is okozó betegség ellen. Alaptanácsként elmondható, hogy a védőoltással megelőzhető betegségek ellen – hepatitis B, HPV – kérjenek vakcinát az utazók, az utazás  alatt pedig ne feledkezzenek meg a védekező eszközök használatáról!